# Christian Ravaglia
Christian Ravaglia, detto Picchio (Bologna, 23 aprile 1976), è un pilota motociclistico italiano e poliziotto delle Fiamme Oro.

## Carriera
Ex-crossista ed endurista, dal 2005, lanciato dal Team Lux Performance Suzuki, corre nel Campionato Italiano e Mondiale Supermoto.Tra i suoi migliori risultati c'è il campionato italiano motocross vinto nel 1999 in sella alle tm 125.
Nel 2007 passa al Team Evolution, inizialmente su Yamaha, dal 2009 sulle Aprilia ufficiali fornite dal reparto corse di Noale, al fianco di un altro poliziotto delle Fiamme Oro, il due volte campione italiano Massimo Beltrami.
A metà stagione 2010 lascia il team piemontese per tornare al Team Suzuki Lux Performance, e nel 2012 passa al team bergamasco KTM Italia Miglio Racing.

## Palmarès
- 1999: Campione Italiano Motocross classe 125 (su TM)
- 2000: 19º posto Campionato del Mondo Motocross classe 125 (su Suzuki)
- 2001: 2º posto Campionato Italiano Motocross classe 125 (su Suzuki)
- 2001: 36º posto Campionato del Mondo Motocross classe 125 (su Suzuki)
- 2002: 3º posto Assoluti d'Italia Motocross (su Suzuki) - infortunio
- 2002: 8º posto Sliding Superbowl di Genova classe All Stars (su Suzuki)
- 2003: 8º posto Assoluti d'Italia Motocross classe 125
- 2004: 3º posto Enduro Hard Race Cup 250cc (su KTM)
- 2004: 7º posto Campionato Italiano Enduro classe 250cc 2t (su KTM)
- 2004: 32º posto Campionato del Mondo Enduro E2 (1 GP su 8) (su KTM)
- 2005: 13º posto Campionato Italiano Supermoto classe Sport (su Suzuki)
- 2005: 13º posto Campionato del Mondo Supermoto S2 (su Suzuki)
- 2006: 3º posto Campionato Italiano Supermoto classe Prestige (su Suzuki)
- 2006: 20º posto Campionato del Mondo Supermoto S2 (su Suzuki)
- 2007: 4º posto Campionato Italiano Supermoto S1 (su Yamaha)
- 2007: 11º posto Campionato del Mondo Supermoto S1 (su Yamaha)
- 2008: 21º posto Campionato Lombardo Supermoto S2 (1 gara su 6) (su Yamaha)
- 2008: 3º posto Campionato Italiano Supermoto S1 (su Yamaha)
- 2008: 13º posto Campionato del Mondo Supermoto S2 (su Yamaha) - infortunio
- 2008: 9º posto Extreme Supermotard di Bologna (su Yamaha)
- 2009: 3º posto Campionato Italiano Supermoto S1 (su Aprilia)
- 2009: 10º posto Campionato del Mondo Supermoto S1 (3 GP su 7) (su Aprilia)
- 2009: Vincitore Extreme Supermotard di Bologna (su Aprilia)
- 2009: 7º posto King Of Motard di Cogliate (su Aprilia)
- 2009: 19º posto Campionato Italiano Motocross MX1 Elite (1 gara su 6) (su Yamaha)
- 2010: 3º posto Campionato Italiano Supermoto S1 (su Aprilia)
- 2010: 7º posto Campionato del Mondo Supermoto S1 (su Suzuki)
- 2010: 2º posto generale al Supermoto delle Nazioni (Team Italia) (su Suzuki)
- 2010: Vincitore Coppa Roma Supermoto (su Aprilia)
- 2011: 3º posto Campionato Italiano Supermoto S1 (su Suzuki)
- 2011: 4º posto generale al Supermoto delle Nazioni (Team Italia) (su Suzuki)
- 2011: 20º posto Superbikers di Mettet (su Suzuki)
- 2011: Vincitore Coppa Roma Supermoto (su Suzuki)